# Nusa rajasthanensis
Nusa rajasthanensis är en tvåvingeart som beskrevs av Joseph och Parui 1993. Nusa rajasthanensis ingår i släktet Nusa och familjen rovflugor. Inga underarter finns listade i Catalogue of Life.